# Schloss Montbéliard

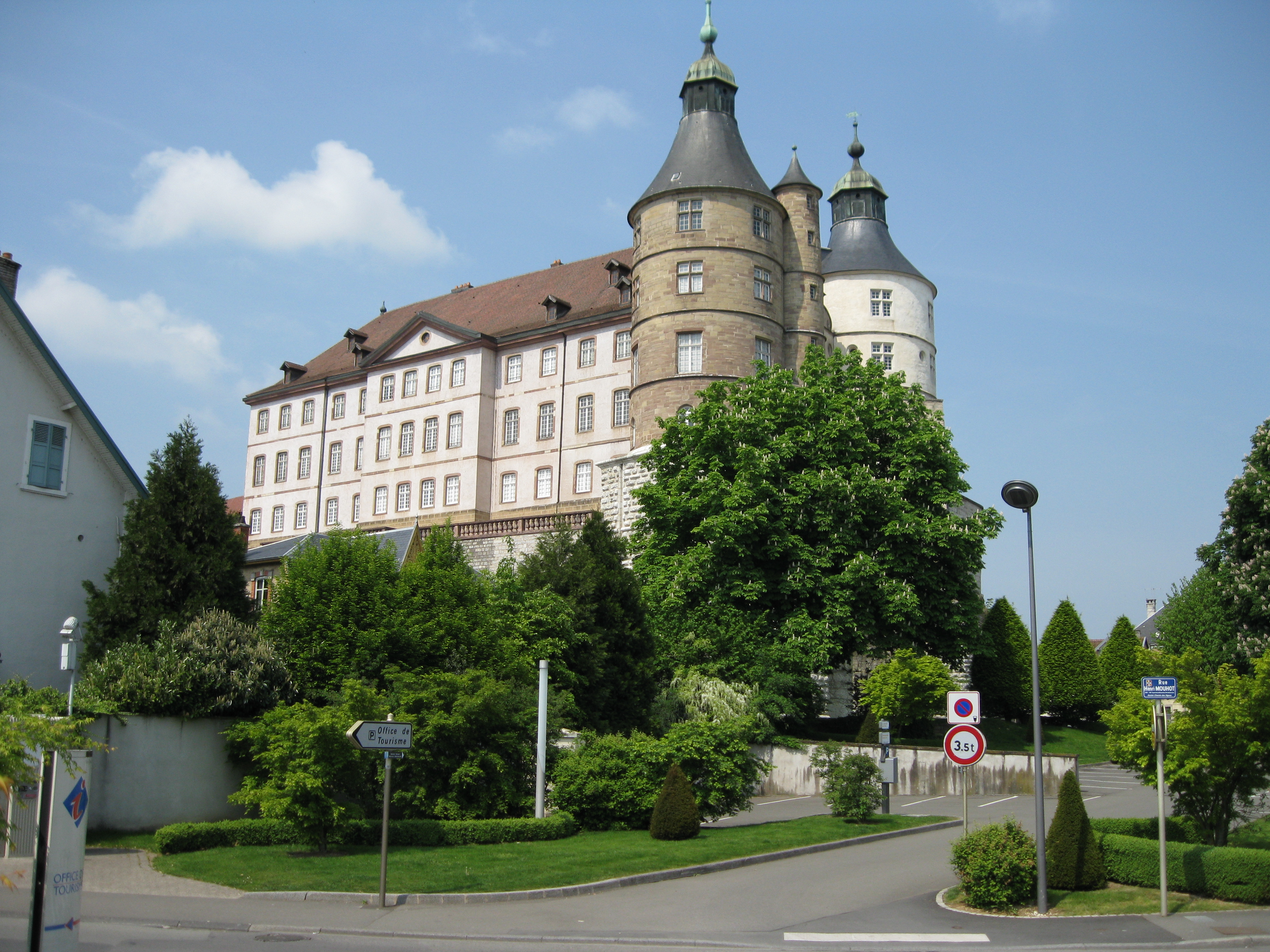
Schloss Montbéliard

Das Schloss Montbéliard (ehemals Schloss Mömpelgard, französisch Château Montbéliard) oder Schloss der Herzöge von Württemberg ist eine Burg aus dem 13. Jahrhundert der Grafschaft Mömpelgard und später des Fürstentums Montbéliard im Stil der Renaissance, die auf einem Felsriegel über dem Stadtzentrum der französischen Gemeinde Montbéliard im Département Doubs in der Region Bourgogne-Franche-Comté liegt.
Das Schloss steht seit Juli 1996 unter Denkmalschutz und beherbergt bis heute unter anderem das Schlossmuseum der Herzöge von Württemberg und das Museum für Archäologie und Naturgeschichte von Montbéliard.

## Historischer Hintergrund

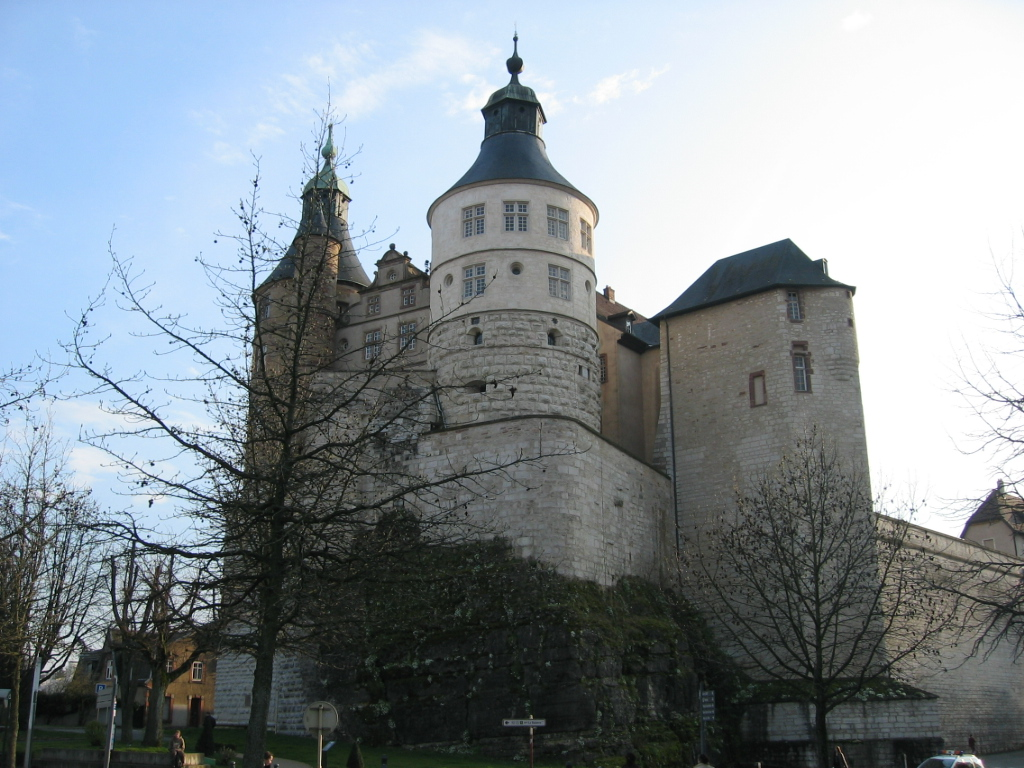
Das Schloss

Es wird angenommen, dass die Ursprünge der Festung bis in die gallorömische Zeit zurückreichen. Wahrscheinlich war es nur ein hölzerner Wachturm, ein vorgeschobener Beobachtungsposten rund um die Stadt Mandeure (Epomanduodurum), um deren Verteidigung zu gewährleisten.
Die heutige Burg stammt aus dem 13. Jahrhundert und gehörte der Familie de Montfaucon, die als Vasallen der Grafschaft Burgund fungierten.
Im Jahr 1407 heiratete Henriette de Montfaucon (Henriette von Orbe) den deutschen Grafen Eberhard IV. von Württemberg, Sohn des Grafen Eberhard III. von Württemberg, und brachte Montbéliard für vier Jahrhunderte in den Besitz dieser Familie unter die Oberherrschaft des Heiligen Römischen Reiches.
Im Jahr 1793 wurde das Schloss der Französischen Republik als Garnison angegliedert, eine Rolle, die es bis 1933 ausfüllte.
Die Anwendung des kaiserlichen Dekrets vom 29. November 1810 führte im Jahre 1811 zur Einrichtung einer Haftanstalt für Bettler, Landstreicher, Prostituierte und sonstigen Ausgestoßenen (Dépôt de mendicité), das bis Dezember 1813 bestand, dem Zeitpunkt der Ankunft von Truppen der Koalition napoleonischer Kriegsgegner unter Karl Philipp zu Schwarzenberg im Land von Montbéliard. Es diente den Koalitionären der Befreiungskriege dann als deren Militärkrankenhaus, wie bereits 1794 für die Rheinarmee oder 1799 für die Armee von General Masséna nach ihrem Sieg in Zürich. 1816, mit dem Anschluss des Landes Montbéliard an das Département Doubs, befand sich in den unterirdischen Gängen des Schlosses eine Haftanstalt, die bis 1836 bestand.
Es war jedoch nicht das erste Mal, dass das Schloss von Montbéliard ein Gefängnis beherbergte. Zwischen dem 17. und 18. Jahrhundert gab es ein Staatsgefängnis, über dessen geschwungener Tür ein Bär thronte: das Berloc (Boehrenloch) oder „Trou aux Ours“ (Bärenloch). Der Legende nach war es Prinz Friedrich, der bei einem Jagdausflug einen Schwarzbären mitbrachte und ihn in einer eigens dafür angelegten Grube unterbrachte.
Ab 1930 wurde Émile Blazer Konservator des Schlosses und bemühte sich um dessen Restaurierung, um es zu einem Ort der Vermittlung der Geschichte und des kulturellen Erbes Montbéliards zu machen.
Heute beherbergt das Schloss ein Museum, das die Geschichte des Landes nachzeichnet, und seit 1937 das Museum für Archäologie und Naturgeschichte von Montbéliard.

## Beschreibung

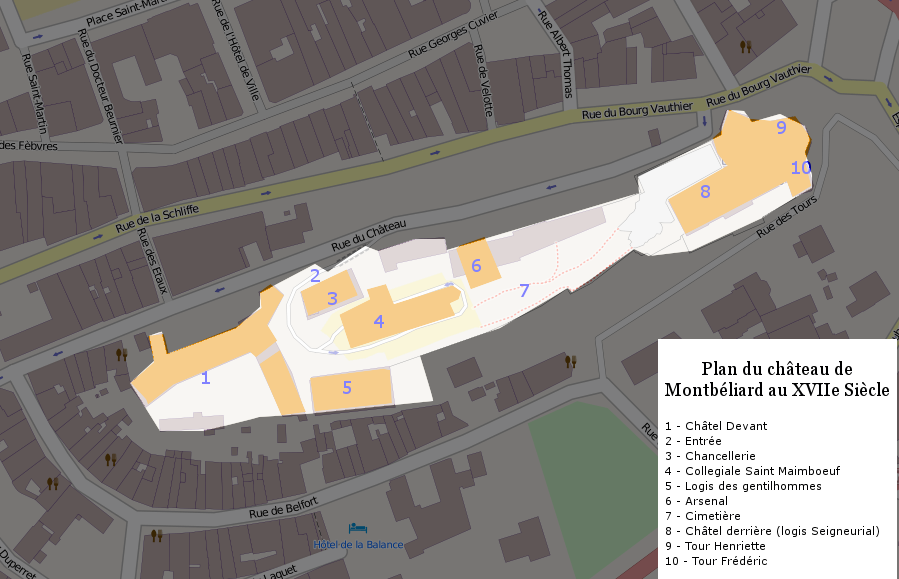
Grundriss des Schlosses von Montbéliard im 17. Jahrhundert

Früher war das Schloss in zwei Teile geteilt, die sich auf die (sehr alte) Kirche Saint-Maimbœuf bezogen, die auf der Esplanade errichtet wurde und mit ihren 44 Metern die gesamte Stadt überragte.
Das Châtel-Derrière im Osten mit seinen beiden imposanten Türmen (Turm Henriette, erbaut 1424, und Turm Frédéric, erbaut 1572) war seit jeher der Empfangsort und die Privatgemächer der Grafen und Herzöge, die in der Grafschaft und später im Fürstentum aufeinander folgten. Dieser Teil des Schlosses war durch einen breiten und tiefen, heute nicht mehr vorhandenen Graben abgetrennt, der über eine Zugbrücke überquert werden konnte.
Das Châtel-Devant im Westen, das die Allaine und die Lisaine (bevor sie unterirdisch kanalisiert wurde) überragt, hatte entlang seiner Nordseite den einzigen Eingang der Festung (der noch immer an derselben Stelle vorhanden ist), der über eine Zugbrücke und ein Fallgatter verfügte. Außerdem gab es einen Graben, der zusätzlich zum Schutz des Eingangs diente und der bei umfangreichen Bauarbeiten im Laufe des 18. Jahrhunderts zugeschüttet wurde. Das Châtel-Devant umfasste innerhalb seiner Mauern die Gebäude der Garnison, in denen manchmal durchreisende Persönlichkeiten untergebracht wurden. Außerdem gab es die Stallungen, die Falknerei und das Arsenal, in dem Geschütze, Munition und Waffen gelagert wurden, die zur Verteidigung des Schlosses und der Stadt notwendig waren.
Schließlich dominiert das Hôtel du Bailli (oder Hôtel des gentilshommes) noch immer mit seiner imposanten Masse diesen Teil des Schlosses. Zu erwähnen ist noch das Gebäude der Kanzlei, das sich unmittelbar am Eingang der Burg befand. Es ist bekannt, dass sich das Schloss Ende des 18. Jahrhunderts in einem sehr schlechten Zustand befand. Daher wurden mehrere Gebäude abgerissen und neu errichtet. Zwei große Baumaßnahmen im 19. Jahrhundert veränderten das Aussehen des Schlosses: erstens das Verschwinden der Kirche Saint-Maimbœuf im Jahr 1810 und zweitens die Zerstörung des sogenannten „Hauses zwischen den Türmen“ im Jahr 1880. Dabei handelte es sich um ein Gebäude, das von den Türmen Henriette und Frédéric flankiert wurde, die das Châtel-Derrière so gut charakterisieren und dem Schloss dieses für die Besucher der Stadt imposante Aussehen verleihen. Das Haus „zwischen den Türmen“ wurde durch eine mit Voluten verzierte Fassade ersetzt, die im reinen Stil der deutschen Epoche des 17. Jahrhunderts ausgeführt wurde.

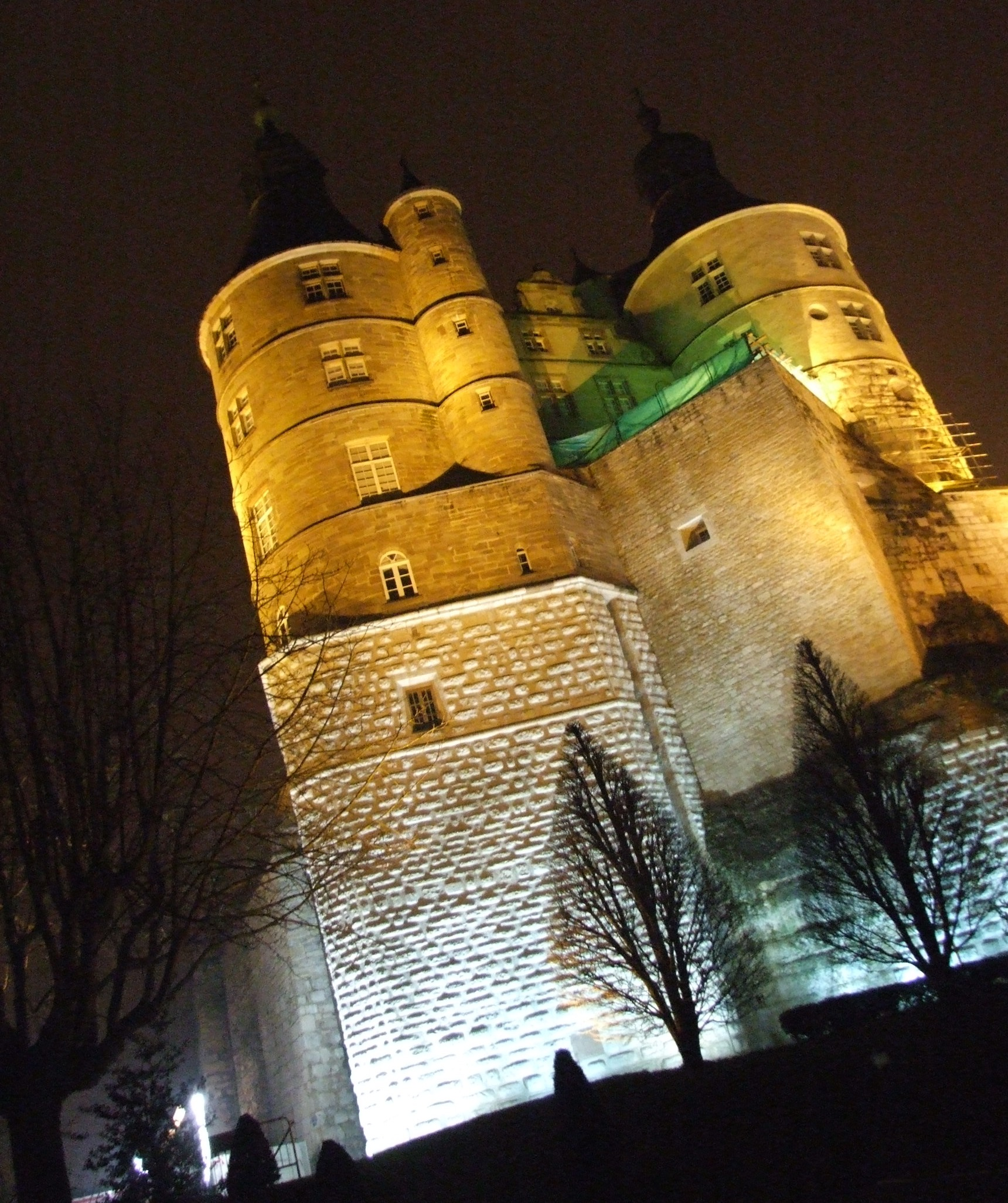
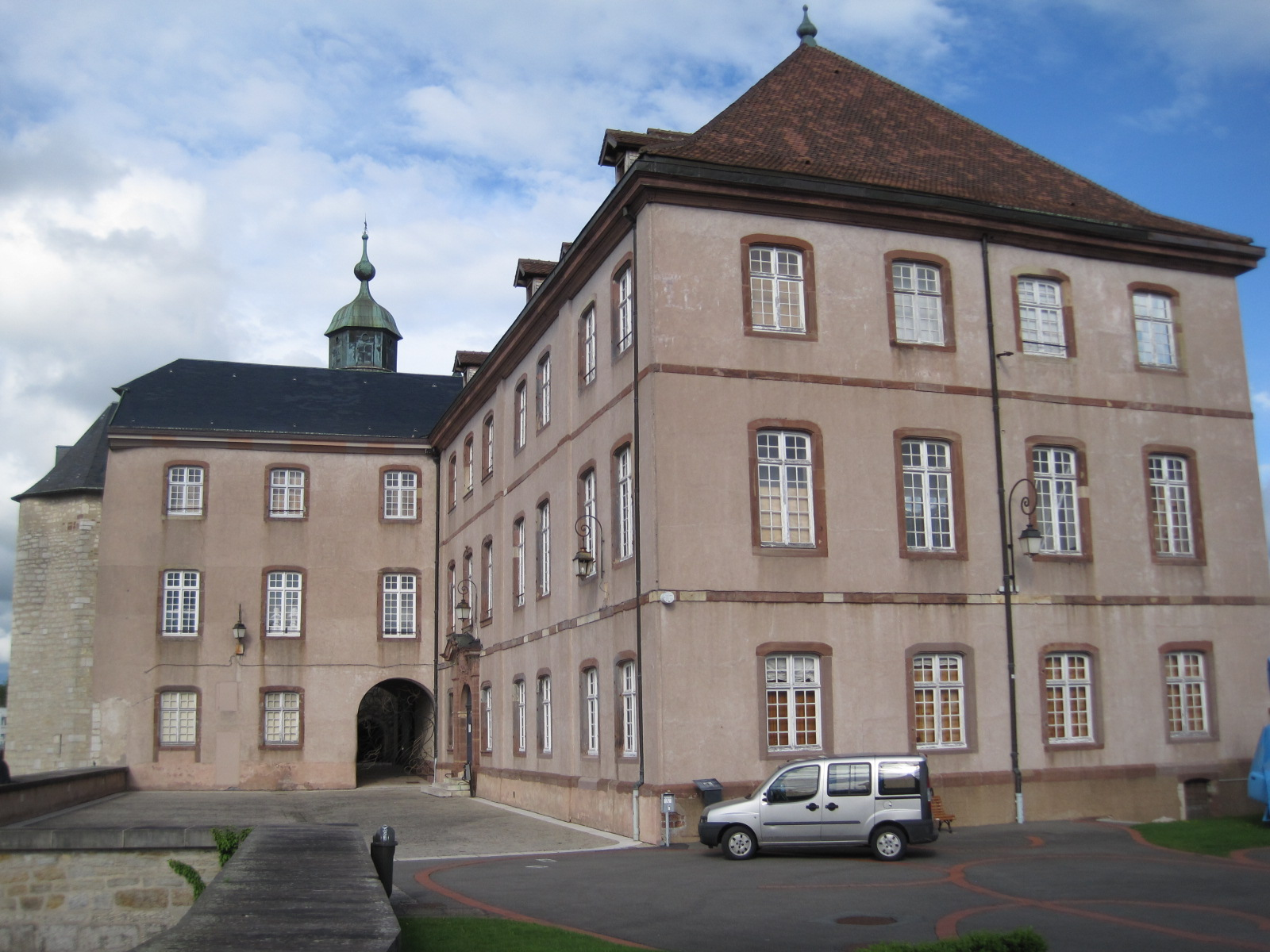
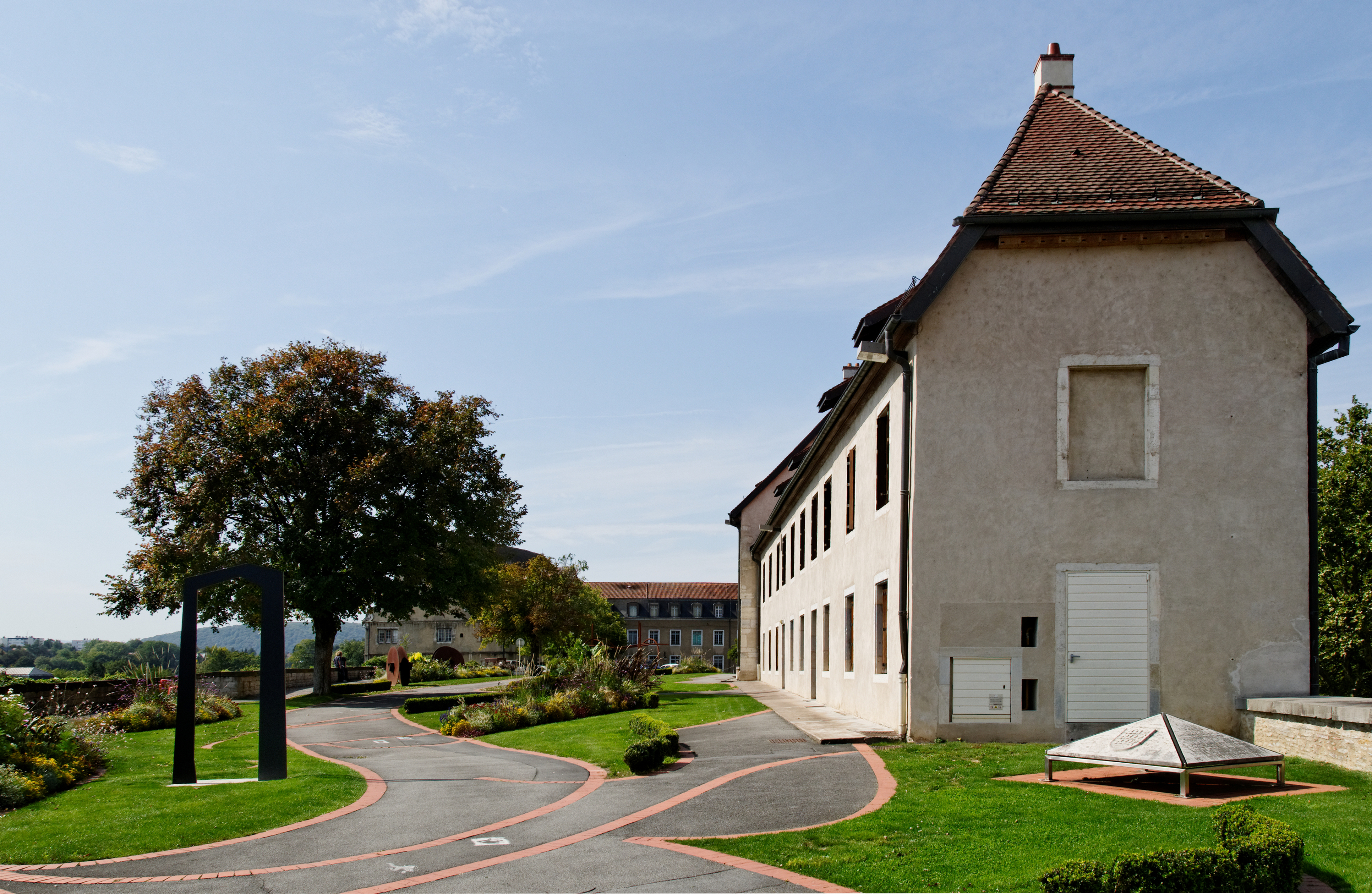
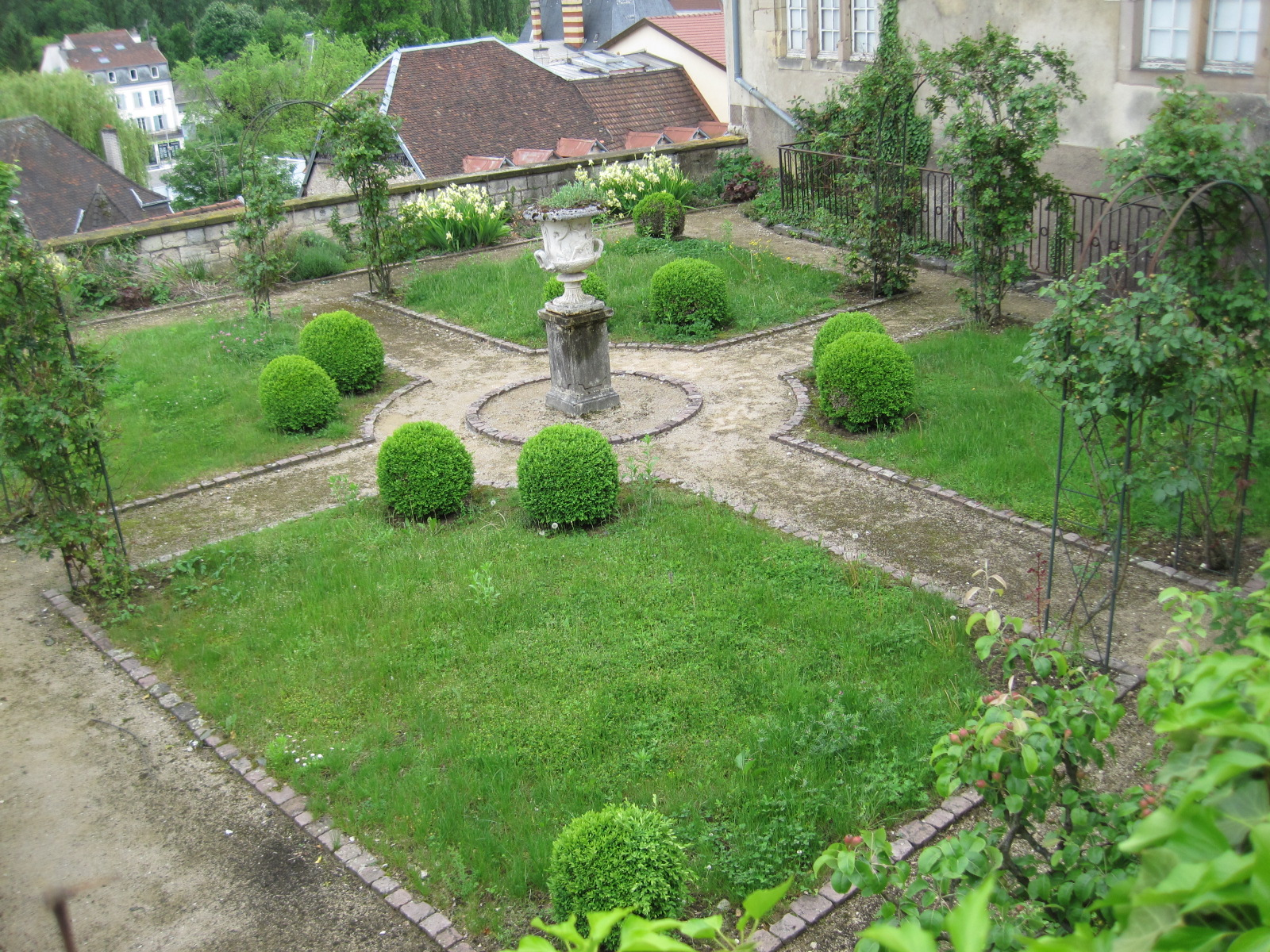
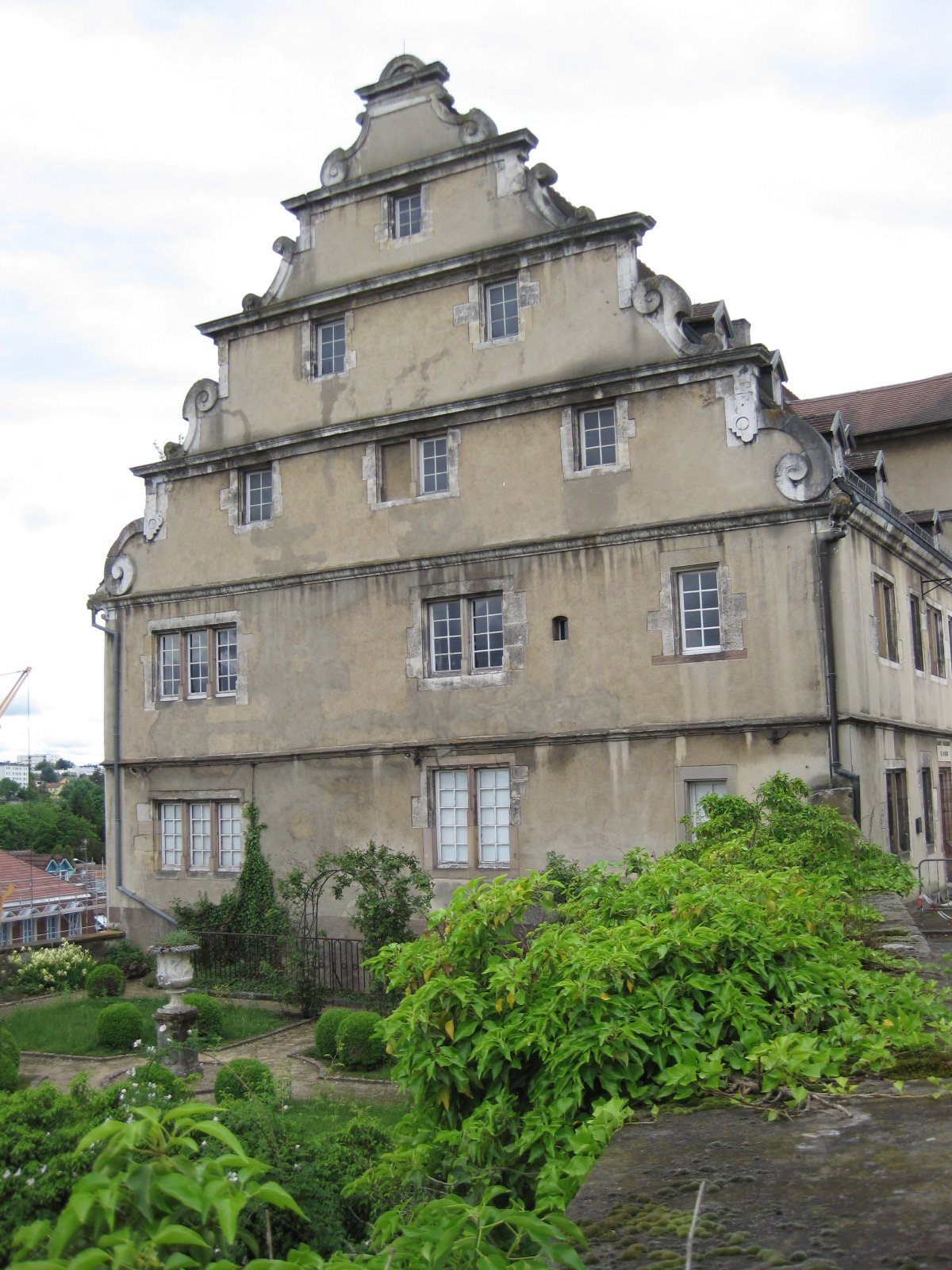